# ثلاثي فوسفات الغوانوزين
ثُلاَثِيُّ فُوسْفاتِ الغوانُوزين (بالإنجليزية: Guanosine triphosphate) (GTP) هو بيورين نيوكليوسيد ثلاثي الفوسفات. يمكن أن يكون بمثابة ركيزة لكل من تركيب الحمض النووي الريبوزي  أثناء عملية النسخ وتضاعف الحمض النووي الريبوزي منقوص الأكسجين. هيكله (تركيبه) يشبه هيكل غوانين القاعدة النووية،
والفرق الوحيد هو أن النيوكليوتيدات مثل GTP لها سكر ريبوز وثلاثة فوسفات، مع قاعدة نوكليدية مرفقة بالشاردة الأولى وثلاثي الفوسفات المتصلة بذرة الكربون الخامسة للريبوز.
في 2019، توصلت دراسة قام بها فريق بحثي من جامعة «سينسيناتي» الأمريكية وجامعتي «كيو» و«هيروشيما» اليابانيتين إلى أنه من بين جميع أنواع الطاقة التي تستخدمها الخلايا للنمو، يؤدي ثلاثي فوسفات الغوانوزين الدور الأهم في زيادة عدد الريبوسومات المرتبط بتوسع النوية في الخلايا السرطانية، وأن مستويات ذلك الجزيء تبلغ نحو الضِّعف في الخلايا السرطانية، وبالتالي فتثبيط مسار ثلاثي فوسفات الغوانوزين يُمكن أن يقمع النمو المفرط للأورام الأرومية الدبقية، ومن غير المؤكد ما إذا كانت النتائج تنطبق على أنواع السرطان الأخرى.

## اقرأ أيضا
- ألارمون
- ثنائي فوسفات الغوانوزين